# Mary-go round
Mary-go-round（メアリー・ゴー・ラウンド）は日本の二人組の音楽ユニット。1999年徳間ジャパンコミュニケーションズよりメジャー・デビュー。2002年活動休止。

## メンバー
- 渡辺高章（わたなべたかあき、1970年 - ）ボーカル・ギター・作詞・作曲。東京都出身
- 鶴谷崇（つるたにたかし、1970年 - ）キーボード・作曲・編曲。神戸出身
  - 活動休止後は矢井田瞳、絢香、吉井和哉、THE YELLOW MONKEYなどのライブサポートで活動中

## ディスコグラフィー

### シングル
1. strawberry blues（1999年2月24日）
  1. strawberry blues
  2. mr.stumbling man
2. 恋に走りだそう（1999年6月23日）
  1. 恋に走りだそう
  2. Hold Me Tight!
3. キスをしよう（1999年11月25日）
  1. キスをしよう
  2. サブリナ
  3. 1999年のクリスマス・イブ
4. メリーゴーランド（2000年1月26日）
  1. メリーゴーランド
  2. Starry Smile
  3. 永遠に去り行く童歌
5. Shake it!（2000年8月23日）
  1. Shake it!
  2. Come On My Friend
  3. Kill Me Baby
6. There's no laughter（2001年1月24日）
  1. There's no laughter
  2. Bright Light
  3. 夢が見たいから

### アルバム
1. STAND BY MARY（1999年12月22日）
  1. 星空にバディ・ホリー
  2. 恋に走りだそう
  3. キスをしよう
  4. メリーゴーランド
  5. マドレーヌ
  6. サブリナ
  7. Hold Me Tight!
  8. Strawberry Blues
  9. 海辺の町の歌
  10. 楽しかった僕たち

## タイアップ一覧
| 年     | 曲名             | タイアップ                                                             |
| ------ | ---------------- | ---------------------------------------------------------------------- |
| 1999年 | strawberry blues | 読売テレビ・日本テレビ系『新橋ミュージックホール』エンディング・テーマ |
| 1999年 | 恋に走りだそう   | 日本テレビ系『FUN』FUN'S RECOMMEND#005                                 |
| 1999年 | キスをしよう     | 日本テレビ系『まねキン』オープニング・テーマ                           |
| 2000年 | メリーゴーランド | 東海テレビ・フジテレビ系 昼ドラマ『ザ・美容室』主題歌                  |

## ヘビーローテーション/パワープレイ

### ラジオ
| 年     | 曲名         | ラジオヘビーローテーション/パワープレイ                                      |
| ------ | ------------ | ---------------------------------------------------------------------------- |
| 1999年 | キスをしよう | ABCラジオ『ABCミュージックパラダイス』1999年12月度ミューパライチ押しナンバー |